# The Dumbwaiter
The Dumbwaiter è un cortometraggio muto del 1924 prodotto, interpretato e diretto da Eddie Lyons.

## Produzione
Il film fu prodotto dalla Eddie Lyons Comedies.

## Distribuzione
Distribuito dall'Arrow Film Corporation, il film uscì nelle sale cinematografiche USA il 15 agosto 1924.